# Бучарда

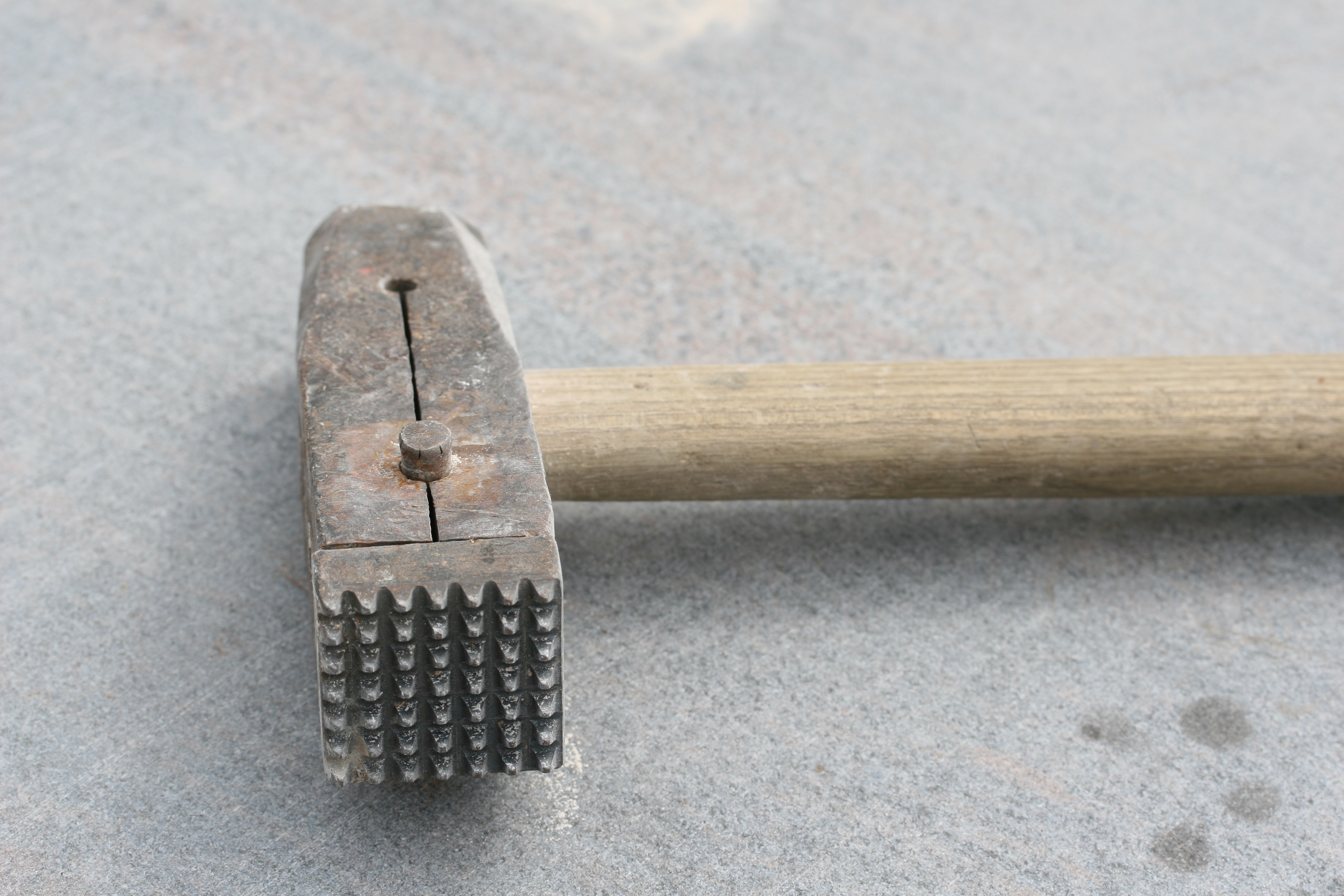
Бучарда

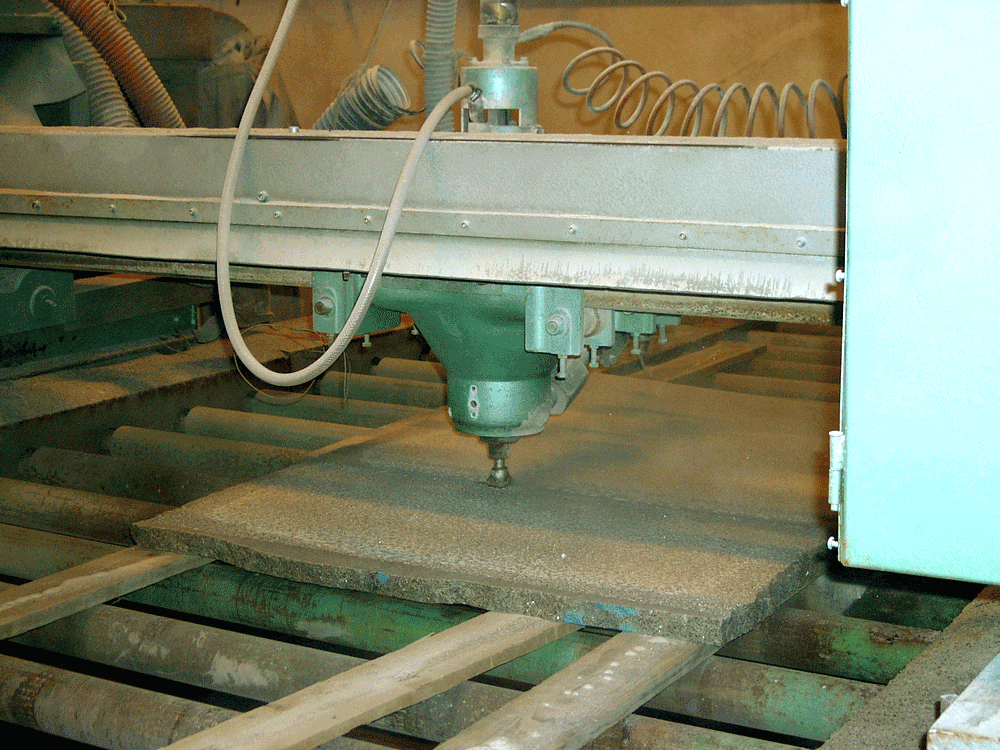
Бучардовий верстат

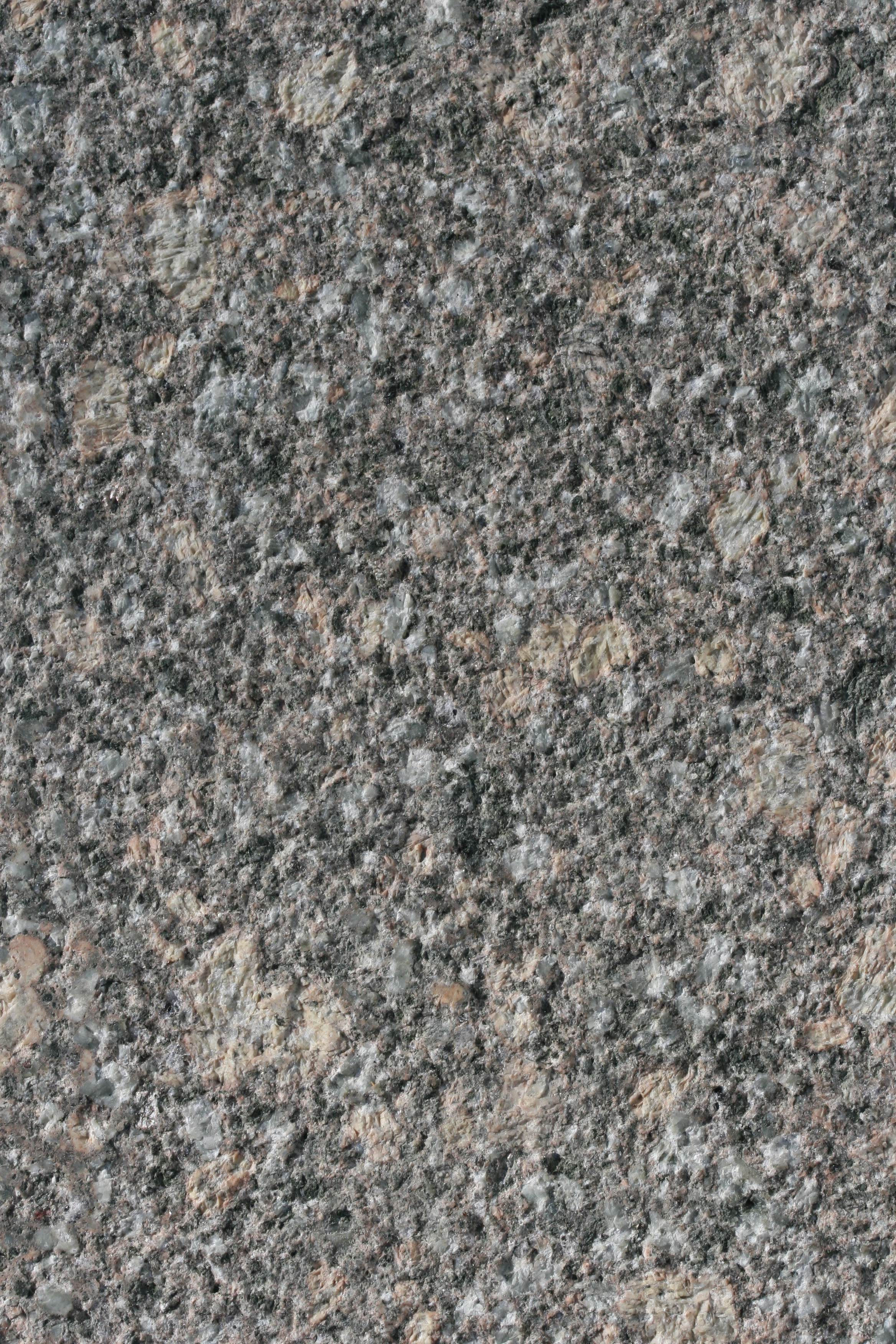
Текстура граніту, обробленого бучардою

Буча́рда (італ. bocciarda, фр. boucharde) — інструмент у вигляді сталевого молотка із зубчатою робочою поверхнею. Призначений для ударної обробки каменю методом сколювання.
Бучарда застосовується в комплекті з відбійним молотком як робочий орган бучардових верстатів.
За формою і розташуванням робочих зубців, бучарди поділяються на кувальні і хрестові. За допомогою кувальних на поверхні каменя отримують борознисті фактури сколювання. Хрестові виконують точну ударну обробку каменю за формою, а також отримують точкові фактури.
Головні параметри обробки бучардою:
- частота ударів 1200—1800 хв−1;

- енергія одиничного удару 25-45 Дж.